# Johann Friedrich Consbruch

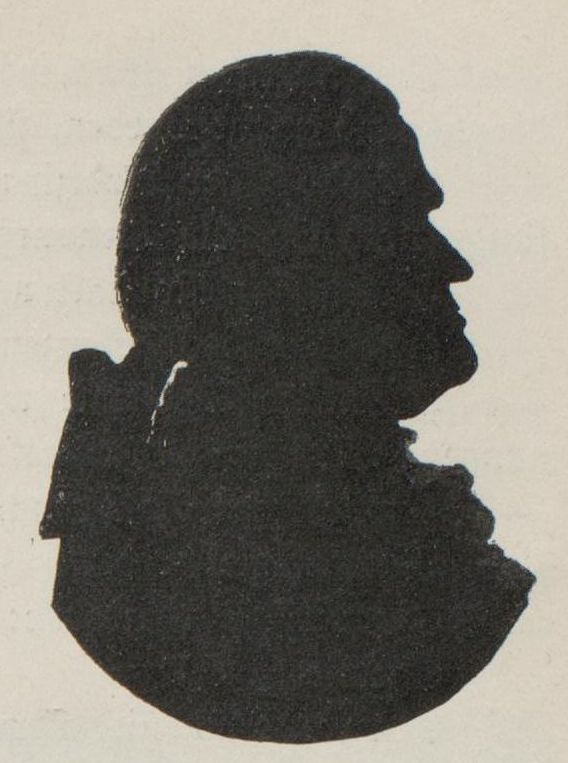
Johann Friedrich Consbruch

Johann Friedrich Consbruch (* 26. September 1736 in Stuttgart; † 13. September 1810 in Stuttgart) war ein deutscher Mediziner und Professor für Arzneiwissenschaft an der Hohen Karlsschule in Stuttgart.

## Leben und Wirken
Johann Friedrich Consbruch studierte seit 1753 Medizin an der Eberhard Karls Universität Tübingen sowie an den Universitäten Göttingen und Straßburg. 1759 legte er in Tübingen die Lizentiatsprüfung für Medizin ab und arbeitete seither in Vaihingen/Enz als Amtsarzt (Physikus). Im Jahre 1775 wurde er als Professor für Arzneiwissenschaft an die Hohe Karlsschule in Stuttgart berufen. Dort lehrte er bis zur Auflösung dieser Akademie 1794 vor allem im Bereich der praktischen Medizin. 1780 wurde er außerdem zum Leibarzt des württembergischen Herzogs Carl Eugen ernannt. Nach 1794 arbeitete Consbruch in Stuttgart in seiner Arztpraxis.
Die Veröffentlichungen Consbruchs umfassten eine Reihe von Thesen bzw. Texten für Promotionsdisputationen an der Hohen Karlsschule. 
Am 22. März 1771 wurde Johann Friedrich Consbruch unter der Präsidentschaft des Mediziners Ferdinand Jakob Baier mit dem akademischen Beinamen Olympius Milesius unter der Matrikel-Nr. 757 als Mitglied in die Kaiserliche Leopoldino-Carolinische Akademie der Naturforscher aufgenommen.